# Torta gianduia
La torta gianduia o torta gianduja è una torta a base di cioccolato, panna e nocciole tradizionale del Piemonte, in Italia. Il nome del dolce omaggia la maschera di carnevale Gianduja.

## Preparazione
Far fondere del burro in un pentolino, unire le nocciole tritate e il cacao in polvere. Montare gli albumi e mescolare i tuorli con lo zucchero. Unire la miscela di nocciole e cacao, gli albumi e lo zucchero in una conca aggiungendo della farina, versare il tutto in una tortiera e infornare. Una volta cotta, lasciarla raffreddare e capovolgerla su una superficie di legno. In un altro recipiente unire il cioccolato gianduia tritato con la panna e cuocere a fuoco basso. Tagliare orizzontalmente la torta e versare parte della crema al gianduia nel lato inferiore. Adagiare in seguito l'altro disco sopra lo strato inferiore della torta, e ricoprire il tutto con il composto al cioccolato.
Il dolce può essere decorato con dei gianduiotti e insaporito con liquore e/o confettura di albicocche. Alla torta gianduia si accompagnano bene i vini passiti e i vini liquorosi.